# Borealopelta
Borealopelta (il cui nome significa "scudo del nord", da non confondere con l'anfibio Boreopelta) è un genere estinto di dinosauro ankylosauro nodosauride vissuto nel Cretaceo inferiore (Albiano), in quella che oggi è l'Alberta, in Canada. Il genere contiene una singola specie, ossia B. markmitchelli, nominata nel 2017 da Caleb Brown e colleghi, sulla base di un esemplare ottimamente conservato noto come il "nodosauro di Suncor". Scoperto in una miniera di proprietà della società Suncor Energy in Alberta, Canada, l'esemplare di Suncor è notevole per essere tra i fossili di dinosauro di grandi dimensioni meglio conservati noti. L'esemplare, infatti, non conserva solo l'armatura (osteodermi) nella loro posizione originale, ma anche le loro guaine di cheratina e della pelle sovrastante. Sono stati trovati anche dei melanosomi che indicano che l'animale avesse la pelle di un colorito bruno-rossastro. Al momento della sua scoperta, è stato descritto come il fossile meglio conservato del suo genere mai ritrovato.

## Descrizione

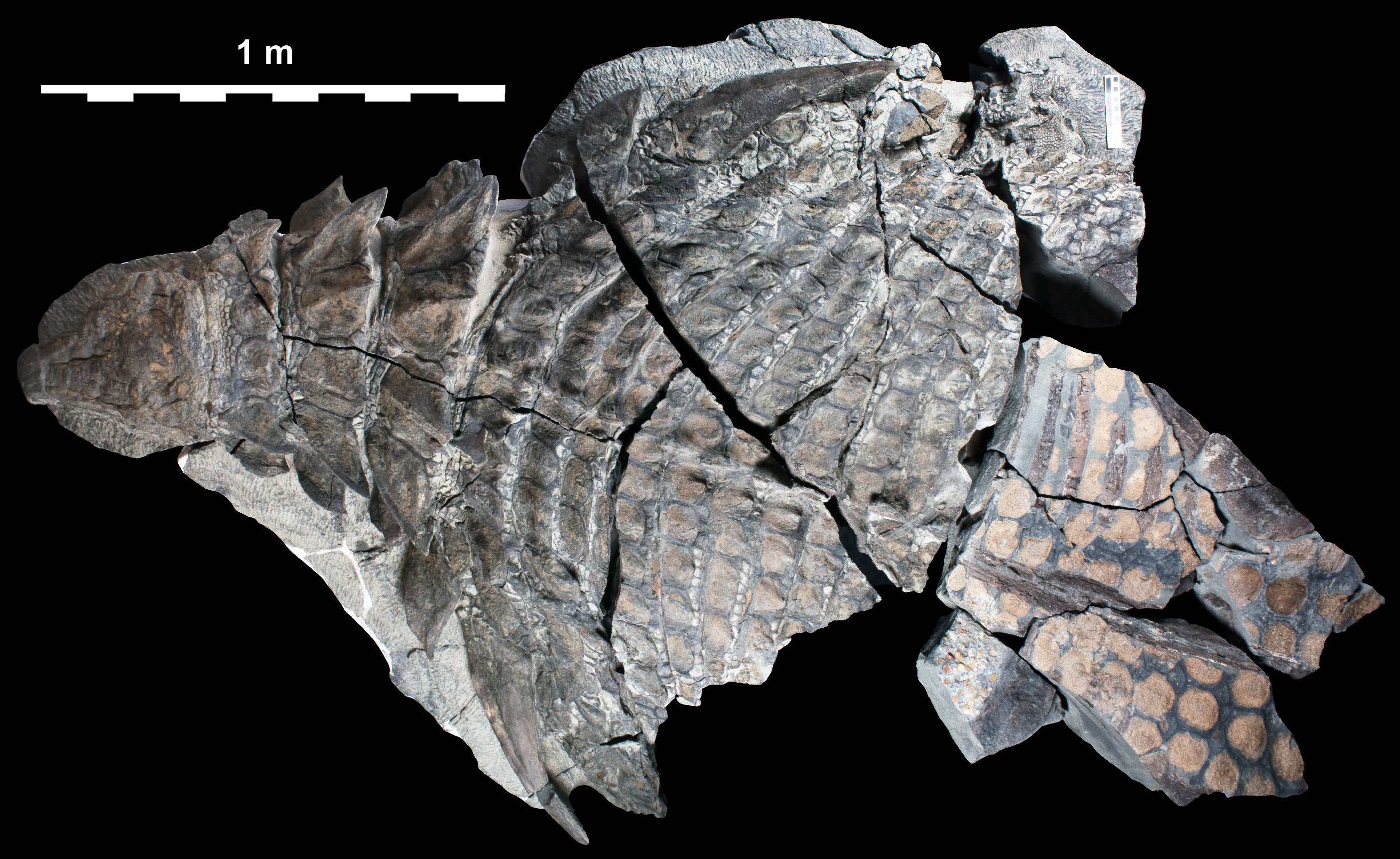
Veduta dorsale dell'olotipo

L'esemplare Suncor di Borealopelta è notevole per la sua conservazione tridimensionale, articolata e completa di tessuto molle. Sebbene dinosauri di piccoli dimensioni che preservano parti molle del corpo come pelle, piume e talvolta organi, sono ben conosciuti alla scienza, questi vengono normalmente appiattiti e compressi durante la fossilizzazione. Gli esemplari "mummie", già conosciuti attraverso alcuni esemplari di Edmontosaurus, hanno, invece, un aspetto morbido e asciutto a causa della loro parziale mummificazione prima della fossilizzazione. Nell'esemplare di Suncor, però, sembra che la parte superiore del corpo, come testa e dorso, siano affondati sul fondo del mare poco dopo la morte dell'animale, in modo che la metà superiore del Borealopelta si sia rapidamente sepolta con una distorsione minima. Il risultato è un esemplare che conserva l'animale quasi come l'avremmo potuto osservare in vita, senza appiattirsi o disarticolarsi.
L'esemplare di Suncor conserva numerose file strettamente distanziate di piccole lastre di armatura o osteodermi, che rivestono la parte superiore e i fianchi dell'ampio corpo dell'animale. Dalle spalle sporgevano un paio di lunghe spine, vagamente triangolari. Lo studio dei pigmenti presenti nei resti della pelle e delle scaglie suggerisce che l'animale in vita avesse una colorazione bruna-rossastra, con un motivo controluce, forse utilizzato per la mimetizzazione.

## Storia della scoperta

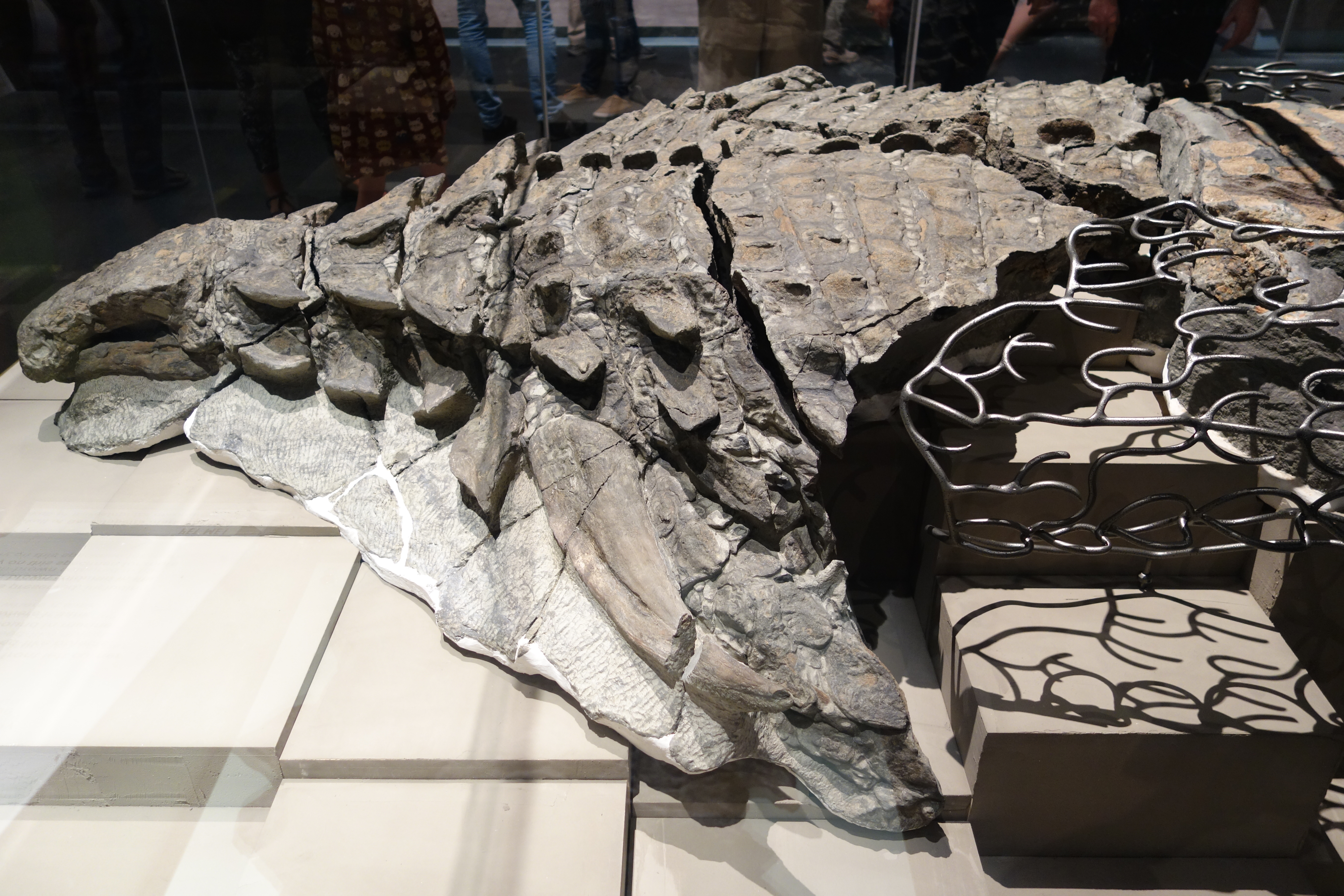
Veduta antero laterale sinistra dell'olotipo

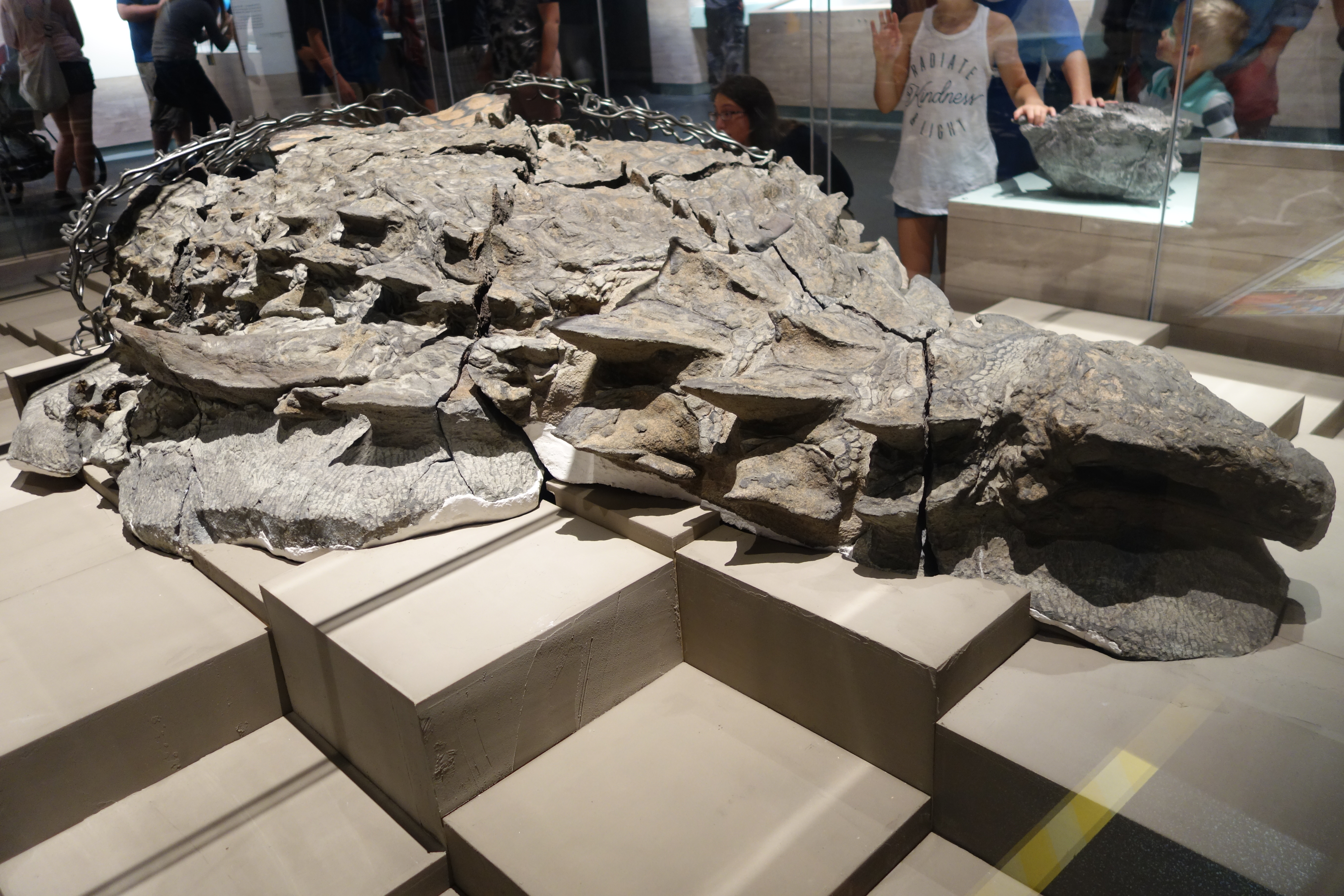
Veduta antero laterale destra dell'olotipo

Il fossile dell'esemplare di Suncor di Borealopelta è stato scoperto alla Millennium Mine, 30 chilometri a nord di Fort McMurray. Questa miniera di sabbia bituminosa è di proprietà di Suncor Energy, che tratta l'olio grezzo sintetico. L'olio in questi depositi deriva dai resti dell'antico plancton e altra vita marina, accumulatasi durante il periodo Cretaceo, in cui il sito era un vasto mare interno. Il fossile fu scoperto durante lo scavo nella miniera da Shawn Funk alle ore 13:30 circa del 21 marzo 2011. La natura eccezionale del reperto venne immediatamente riconosciuta da Funk e dal suo supervisore Mike Gratton, che si mise in contatto con il Royal Tyrrell Museum. Secondo il permesso di estrazione di Suncor, il reperto appartiene al governo canadese. Il 23 marzo, il ricercatore Donald Henderson del Royal Tyrrell Museum e il tecnico maggiore Darren Tanke visitarono la miniera per esaminare l'esemplare. Henderson rimase sorpreso dal fatto si trattasse di un anchilosauro, in quanto non erano mai stati scoperti animali terrestri nelle sabbie petrolifere. Dopo tre giorni per la messa in sicurezza della miniera, il personale del museo e i dipendenti della Suncor cominciarono a rimuovere i pezzi del fossile dalla collina, processo che richiese quattordici giorni. Fatta eccezione per i frammenti divelti dall'escavatore di Funk, la maggioranza dell'esemplare era ancora incorporato in un blocco di 8 metri su una scogliera di 12 metri.
Durante il sollevamento, il pezzo principale di roccia contenente il fossile si ruppe sotto il proprio peso. Il personale del museo avvolse e stabilizzò i pezzi dell'esemplare nel gesso per trasportarlo, con successo, al Royal Tyrell Museum. Qui, il tecnico Mark Mitchell trascorse cinque anni a preparare il fossile per lo studio, sponsorizzato dal National Geographic Society. Il fossile è stato messo in mostra al pubblico il 12 maggio 2017, come parte della mostra "Grounds for Discovery" del Royal Tyrrell Museum, insieme ad altri esemplari scoperti attraverso attività industriali.

## Paleobiologia

### Colorazione e implicazione paleoambientali
Il conoscere la colorazione originale di Borealopelta può insegnarci molto sull'habitat in cui viveva. L'analisi della struttura della melanina sul corpo di Borealopelta indica un'abbondanza di feomelanina, che tipicamente conferisce una colorazione bruno-rossastra negli animali attuali. L'analisi della distribuzione dei pigmenti sullo scheletro sembra indicare che le grandi spine scapolari dell'animale fossero ricoperte da uno strato corneo più chiaro rispetto all'epidermide su buona parte degli osteodermi della schiena. Inoltre, l'abbondanza di pigmentazione melanica si riduce drasticamente appena ventralmente alla serie di spine osteodermiche laterali. Questa disposizione della pigmentazione permette di "nascondere" il corpo contro l'orizzonte, dato che il contrasto chiaro-scuro del corpo si oppone a quello luce-ombra data dall'illuminazione diurna, stemperando il contrasto del corpo rispetto allo sfondo del campo visivo. Una disposizione di pigmentazione era già nota nel dinosauro ornitischio Psittacosaurus, che presentava la stessa disposizione cromatica.
Questi risultati possono dirci molto sulle abitudini e l'habitat in cui viveva l'animale. Il Borelopelta era un animale prettamente diurno, il che implica che anche i suoi predatori fossero prettamente diurni: questo tipo di difesa non ha senso in animali notturni che devono difendersi da predatori notturni che cacciano al buio. I grandi teropodi predatori esercitavano, quindi, una forte pressione predatoria (tale da selezionare adattivamente il colore del corpo delle prede) anche in animali pesantemente corazzati e con una massa superiore alla tonnellata.
Dato che il corpo di Borealopelta è fossilizzato in un sedimento marino, deve essere alloctono, ovvero una carcassa trascinata al largo e affondata rapidamente. Nodosauridi nordamericani simili a Borealopelta sono noti in livelli continentali coevi, ad esempio Sauropelta. Questi ornithischi sono spesso associati a faune e a teropodi che includevano anche grandi allosauroidi come Acrocanthosaurus. Pertanto è ragionevole pensare che questi teropodi fossero i principali predatori dei nodosauridi, che questi animali si basassero sulla vista per cacciare, e che quindi cacciassero attivamente durante il giorno.